# Jeffrey Amherst

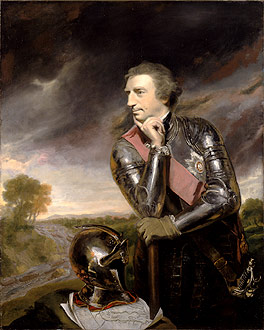
Jeffrey Amherst, geschilderd door Joshua Reynolds, 1765

Jeffrey Amherst, 1st Baron Amherst (soms ook gespeld als Geoffrey of Jeffery) (29 januari 1717 - 3 augustus 1797) diende als officier in het Britse leger.
Hij werd geboren in Sevenoaks in Engeland, en werd soldaat toen hij ongeveer veertien jaar oud was. Hij werd beroemd in de Zevenjarige Oorlog, 1756 – 1763, vooral in de schermutselingen in deze oorlog die in Noord-Amerika plaatsvonden, en die in de Verenigde Staten bekendstaan als de Franse en Indiaanse Oorlog.
In 1758 leidde Amherst de Britse aanval op Louisbourg in de huidige Canadese provincie Nova Scotia. Als opperbevelhebber van het Britse leger in Noord-Amerika, hielp hij de Britten met het veroveren van het grootste deel van het Franse territorium in Canada. In 1759 leidde hij een doorstoot langs het Champlainmeer, en hielp James Wolfe met de inname van de stad Quebec. Op 8 september 1760 nam hij de stad Montreal in beslag, en eindigde daarmee het Franse bestuur in Noord-Amerika.
Amherst bekleedde het ambt van militaire gouverneur van Canada van 1760 tot 1763. 
De vijandelijkheden tussen de Britten en de indianen na de Franse en Indiaanse Oorlog leidde tot een van de eerste pogingen tot biologische oorlogvoering in Noord-Amerika. In verband met een opstand van indianen in 1763, die bekendstaat als Pontiacs Oorlog (Pontiac's Rebellion), stelde Amherst voor, om pokken als wapen te gebruiken om de opstand te breken. In een aantal brieven met zijn ondergeschikte, kolonel Henry Bouquet, besprak hij het idee om de indianen met pokken besmette dekens aan te bieden als geschenken.
Tweemaal, in 1775 en in 1778, weigerde Amherst om het commando op zich te nemen van Britse troepen tegen de opstandige kolonisten in Nieuw-Engeland.